# Font de corrent

Figure 1: Una font de corrent ideal, I, amb una resistència, R, i creant un voltatge V

Una font de corrent és un aparell elèctric o electrònic que subministra o absorbeix corrent elèctric constant entre els seus terminals independent de la tensió elèctrica que tinguin. Una font de corrent és el dual d'una font de voltatge.
En la teoria de circuits una font de corrent ideal és un element del circuit on el corrent que hi passa és independent del voltatge que hi passat. És un model matemàtic, al qual els aparells reals només s'hi aproximen. .
La resistència interna d'una font de corrent ideal és infinita. Una font de corrent independent amb corrent zero és idèntica a un circuit obert ideal. Per tant, una font de corrent ideal, si pogués existir en la realitat, podria subministrar energia il·limitada i seria una font d'energia il·limitada.

## Font de corrent passiva
La font de corrent no ideal més simple és una font de voltatge connectada en sèrie amb una resistència. La quantitat de corrent disponible des d'aquesta font ve donada per la relació (ratio) del voltatge a través de la font de voltatge de la resistència del resistor.